# Oldřich Macháč
Oldřich Macháč, född 18 april 1946 i Prostějov, Tjeckoslovakien, död 10 augusti 2011, var en tjeckoslovakisk ishockeyspelare. 
Oldrich Macháč började 1957 sin karriär i laget HC Prostejov och spelade under många år i den tjeckoslovakiska Extraliga. Mellan 1965 och 1967 spelade han för HC Kosice och 1967 vann han sitt första tjeckoslovakiska mästerskap. Efter denna framgång flyttade han till HC Kometa Brno, för vilka han spelade fram till 1978 och vann mästerskapen 1969, - 1972 och 1974. Macháč spelade 490 Extraliga matcher och gjorde 108 mål. Inför säsongen 1978/1979 säsongen flyttade han tillsammans med Jiří Holík från Brno till Sportbund DJK Rosenheim och tyska ligan, Bundesliga. Under fyra år spelade Macháč för Rosenheim och blev 1982 tyska mästare.
Ännu större framgång än på klubbnivå hade Oldřich Macháč vid internationella mästerskap. Med det tjeckoslovakiska ishockey landslaget vann han tre medaljer i vinter-OS och elva medaljer vid VM. Från 1967 var han bofast i landslaget och spelade fram till 1978. I landslaget gjorde han 37 mål på 293 landskamper.
Oldrich Macháč blev 1999 invald som spelare i IIHF:s Hall of Fame.

## Källa
- Presentation och statistik för Oldřich Macháč som spelare  på Elite Prospects.
- Oldřich Macháč Presentation på International Hockey 26 maj 2014